# Eduardo González-Mesones
Pour les articles homonymes, voir Eduardo González.
Eduard González-Mesones De La Sierra né le 1er février 1997, est un joueur espagnol de hockey sur gazon.

## Carrière
Il a été appelé en équipe première en 2022 pour concourir à la Ligue professionnelle 2021-2022.